# 福岡洋一
福岡 洋一（ふくおか よういち、1965年1月8日 - ）は、日本の特殊メイクアップアーティスト、美術デザイナー、舞台セットデザイナー。埼玉県出身。筑波大学附属坂戸高等学校卒業、東京映像芸術学院卒業。1989年渡米。スクリーミング・マッド・ジョージのもとでミュージカル『シンクロニシティー』、映画『ガイバー』、Xのコンサート等に参加。通称「まゆなし」。

## 主な作品

### 映画
- キクロプス（1986年）飯田譲治監督
- 光る女（1987年）相米慎二監督
- 黒いドレスの女（1987年）崔洋一監督
- 悪魔の毒々モンスター東京に行く The Toxic Avenger Part II（1989年、アメリカ）　ロイド・カウフマン マイケル・ハーツ監督
- ガイバー The Guyver（1991年、アメリカ）　スクリーミング・マッド・ジョージ スティーブ・ワン監督
- 江戸川乱歩劇場 押繪と旅する男（1992年）川島透監督
- 怖がる人々（1994年）和田誠監督
- アナザヘヴン（2000年）飯田譲治監督
- B (2002年) 前西和成監督
- いぬのえいが（2005年）犬童一心他監督
- 狼少女（2005年）深川栄洋監督
- ひきこさんVSこっくりさん（2013年）永岡久明監督
- 甘い鞭（2013年） 石井隆監督

### ミュージカル・舞台
- シンクロニシティー（1990年、大阪花の万博国際花と緑の博覧会）
- ABC50周年記念ミュージカル火の鳥（2000年）
- ドントトラストオーバー30（2003年）
- シラノ・ド・ベルジュラック（2007年）
- 滝沢歌舞伎（2011年)

### コンサート美術・PV
- X JAPAN
- hide
- hide with Spread Beaver
- DIE
- Dope HEADz
- machine
- LUNA SEA
- L'Arc〜en〜Ciel
- VAMPS
- DREAMS COME TRUE
- PENICILLIN
- 相川七瀬
- PIERROT
- GLAY
- 及川光博
- 鍵山由佳
- HY
- DIR EN GREY
- 関ジャニ∞
- LM.C
- ALI PROJECT
- D'ERLANGER
- a flood of circle

### プロ野球
- 森本稀哲（北海道日本ハムファイターズ・横浜DeNAベイスターズ）パフォーマンス用メイクアップ  (2005年-)

### その他
- ユニバーシアード福岡大会開会式　美術ディレクター（1995年）
- メークアップアーチスト学院 講師
- 東京モード学園講師
- Y's MakeUp School講師